# Wysoka Strzyżowska (gromada)
Wysoka Strzyżowska – dawna gromada, czyli najmniejsza jednostka podziału terytorialnego Polskiej Rzeczypospolitej Ludowej w latach 1954–1972.
Gromady, z gromadzkimi radami narodowymi (GRN) jako organami władzy najniższego stopnia na wsi, funkcjonowały od reformy reorganizującej administrację wiejską przeprowadzonej jesienią 1954 do momentu ich zniesienia z dniem 1 stycznia 1973, tym samym wypierając organizację gminną w latach 1954–1972.
Gromadę Wysoka Strzyżowska z siedzibą GRN w Wysokiej Strzyżowskiej utworzono – jako jedną z 8759 gromad na obszarze Polski – w powiecie rzeszowskim w woj. rzeszowskim na mocy uchwały nr 32/54 WRN w Rzeszowie z dnia 5 października 1954. W skład jednostki wszedł obszar dotychczasowej gromady Wysoka Strzyżowska ze zniesionej gminy Strzyżów w powiecie rzeszowskim oraz obszar dotychczasowej gromady Oparówka ze zniesionej gminy Wiśniowa w powiecie krośnieńskim w tymże województwie.
13 listopada 1954 gromada weszła w skład nowo utworzonego powiatu strzyżowskiego, gdzie ustalono dla niej 25 członków gromadzkiej rady narodowej.
29 lutego 1956 z gromady Wysoka Strzyżowska wyłączono przysiółek Leszczyny o pow. 26,37 ha, włączając go do gromady Kożuchów w tymże powiecie.
31 grudnia 1961 do gromady Wysoka Strzyżowska włączono wieś Gbiska z gromady Dobrzechów w tymże powiecie.
1 stycznia 1970 do wsi Wysoka Strzyżowska w gromadzie Wysoka Strzyżowska włączono obszar o ogólnej powierzchni 13 ha 22 a 12 m² ze wsi Dobrzechów w gromadzie Dobrzechów w tymże powiecie.
Gromada przetrwała do końca 1972 roku, czyli do kolejnej reformy gminnej.